# Massacre de Hlaingthaya
 (mars 2023).
La mise en forme du texte ne suit pas les recommandations de Wikipédia : il faut le « wikifier ».
Les points d'amélioration suivants sont les cas les plus fréquents. Le détail des points à revoir est peut-être précisé sur la page de discussion.
- Les titres sont pré-formatés par le logiciel. Ils ne sont ni en capitales, ni en gras.
- Le texte ne doit pas être écrit en capitales (les noms de famille non plus), ni en gras, ni en italique, ni en « petit »…
- Le gras n'est utilisé que pour surligner le titre de l'article dans l'introduction, une seule fois.
- L'italique est rarement utilisé : mots en langue étrangère, titres d'œuvres, noms de bateaux, etc.
- Les citations ne sont pas en italique mais en corps de texte normal. Elles sont entourées par des guillemets français : « et ».
- Les listes à puces sont à éviter, des paragraphes rédigés étant largement préférés. Les tableaux sont à réserver à la présentation de données structurées (résultats, etc.).
- Les appels de note de bas de page (petits chiffres en exposant, introduits par l'outil «  Source ») sont à placer entre la fin de phrase et le point final[comme ça].
- Les liens internes (vers d'autres articles de Wikipédia) sont à choisir avec parcimonie. Créez des liens vers des articles approfondissant le sujet. Les termes génériques sans rapport avec le sujet sont à éviter, ainsi que les répétitions de liens vers un même terme.
- Les liens externes sont à placer uniquement dans une section « Liens externes », à la fin de l'article. Ces liens sont à choisir avec parcimonie suivant les règles définies. Si un lien sert de source à l'article, son insertion dans le texte est à faire par les notes de bas de page.
- La présentation des références doit suivre les conventions bibliographiques. Il est recommandé d'utiliser les modèles {{Ouvrage}}, {{Chapitre}}, {{Article}}, {{Lien web}} et/ou {{Bibliographie}}. Le mode d'édition visuel peut mettre en forme automatiquement les références.
- Insérer une infobox (cadre d'informations à droite) n'est pas obligatoire pour parachever la mise en page.

Pour une aide détaillée, merci de consulter Aide:Wikification.
Si vous pensez que ces points ont été résolus, vous pouvez retirer ce bandeau et améliorer la mise en forme d'un autre article.
Le massacre de Hlaingthaya est un massacre de civils survenu le 14 mars 2021, dans le canton de Hlaingthaya (également orthographié Hlaing Tharyar et Hlinethaya), Yangon, Birmanie. Pendant le massacre, les troupes de l'armée de Birmanie et les officiers de la police de Birmanie tuent au moins soixante-cinq personnes. Le massacre devient l'un des incidents les plus meurtriers à se produire à la suite du coup d'État de 2021 en Birmanie et marque une grave escalade de la violence de l'armée contre les civils résistant au coup d'État,,. La violente répression précipite un exode massif d'ouvriers, d'habitants et d'entreprises de Hlaingthaya, un important centre industriel du pays,.

## Contexte
Le 1er février 2021, les forces armées de Birmanie organisent un coup d'État et renversent le gouvernement dirigé par la Ligue nationale pour la démocratie. Peu de temps après, l'armée crée une junte, le Conseil d'administration de l'État, et déclare l'état d'urgence national. En réponse, des civils dans tout le pays organisent des manifestations à grande échelle pour résister à la prise de contrôle militaire.
Des manifestations à grande échelle commencent à Hlaingthaya début mars. Les manifestations dans le canton de Hlaingthaya, une banlieue ouvrière située à la périphérie de Yangon, sont particulièrement importantes et bien organisées en raison des membres des syndicats et des ouvriers d'usine qui vivaient et travaillaient dans la région, qui abrite plus de 850 usines de confection,,,. Le canton abrite également de nombreux migrants déplacés internes de la région d'Ayeyarwady qui sont déplacés après le cyclone Nargis de 2008.

## Incident

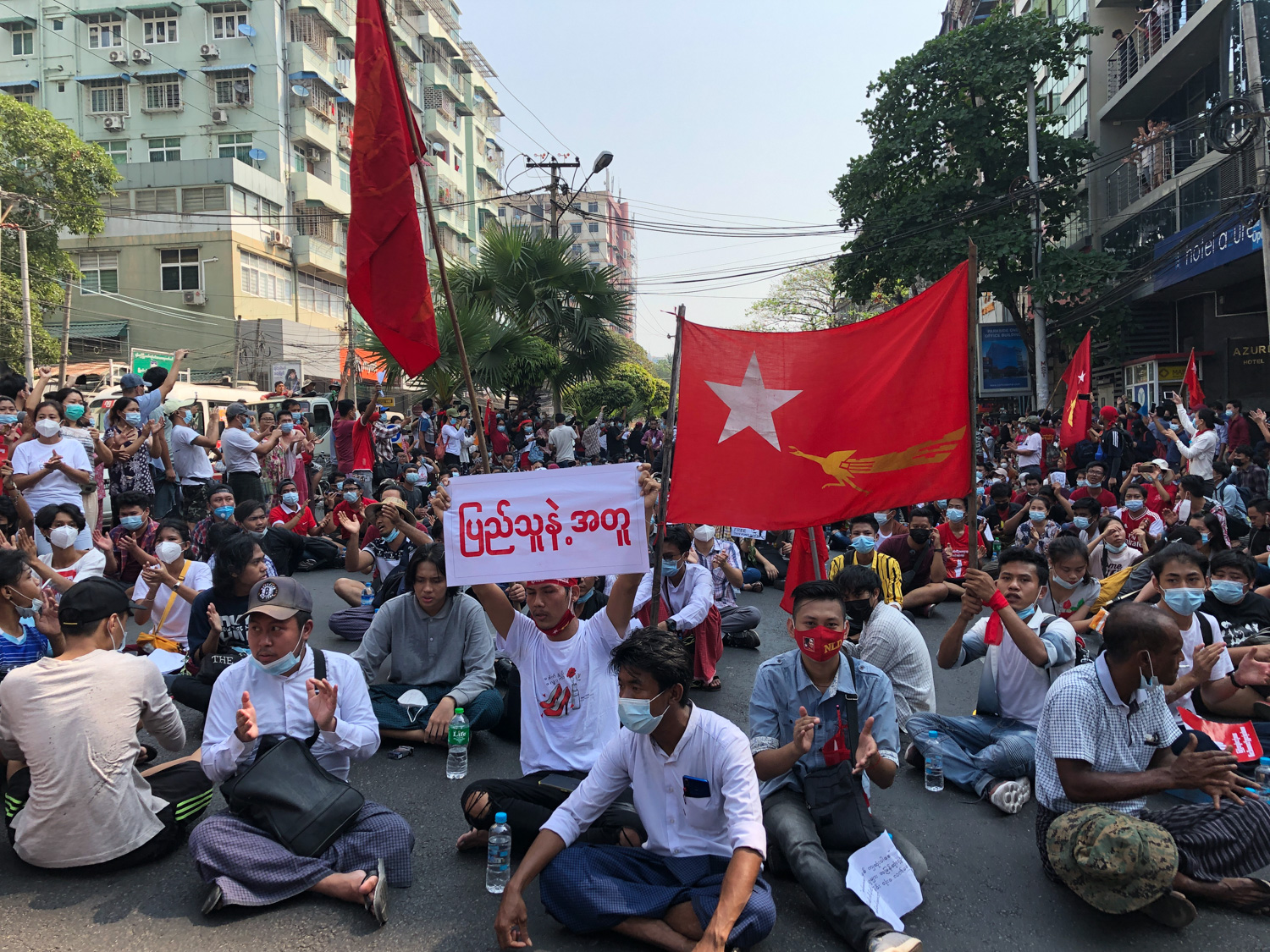
Grève de sit-in à Yangon le 7 février.

À l'aube du 14 mars 2021, les manifestants de Hlaingthaya installent des barrières en blocs de ciment, en bambou et en sacs de sable aux principaux arrêts de bus sur Hlaing River Road (connue localement sous le nom de Nyaungdon Road), une artère majeure d'est en ouest, en préparation pour les grèves de sit-in,. Vers 7 heures du matin, 50 femmes arrivent sur le site de la manifestation, scandant des parittas bouddhistes pour assurer la sécurité des manifestants. Vers 9h30, des milliers de manifestants se sont rassemblés sur le site,.

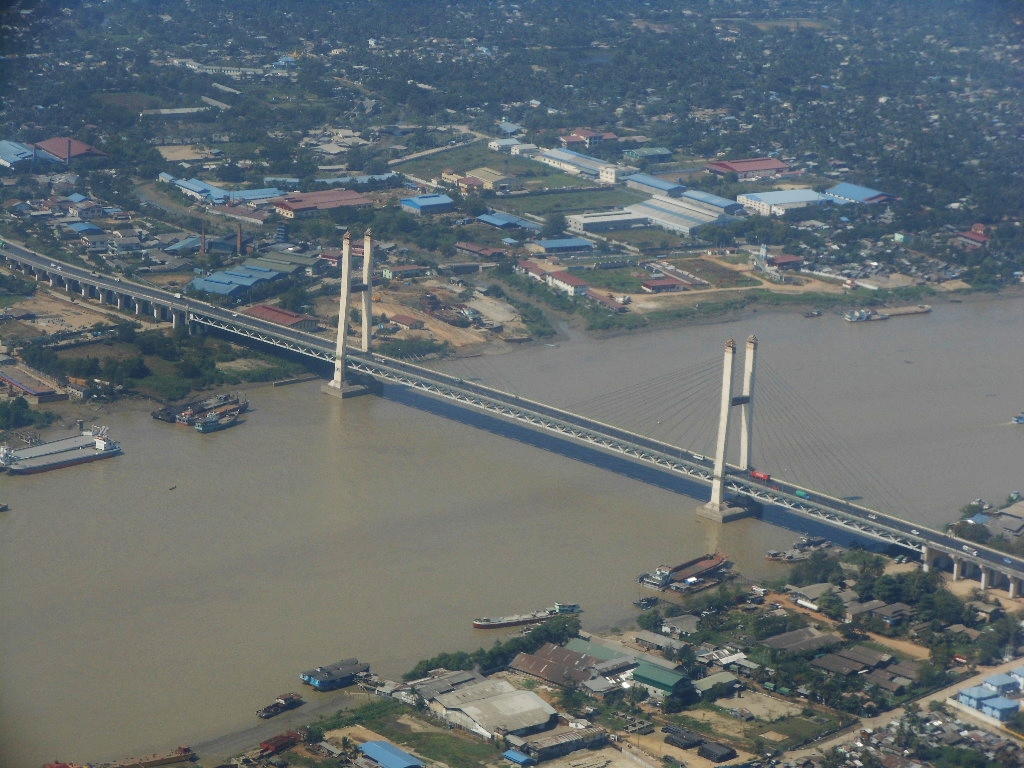
Une vue aérienne du pont Aung Zeya.

Vers 10 heures du matin, des camions militaires commencent à traverser le pont Bayinnaung pour entrer dans le canton, avec environ 200 soldats qui franchissent les barrières et forcent les manifestants à se disperser,. À 11 heures du matin, des soldats et des policiers commencent à piéger les manifestants en avançant des deux côtés, tirant délibérément sur les manifestants à balles réelles. Les forces de sécurité et les tireurs d'élite se rassemblent au sommet du pont Aung Zeya, qui surplombe l'artère et relie le canton au reste de Yangon, pour tirer sur les manifestants et d'autres civils, y compris des médecins bénévoles et des ambulanciers.
Immédiatement après le massacre, l'Association d'assistance aux prisonniers politiques (AAPP), une organisation birmane, fait état d'au moins 22 morts et 20 blessés. L'après-midi suivant, le nombre de morts passe à 58. Se basant sur les informations de l'AAPP, Human Rights Watch dénombre en décembre 2021 au moins 65 victimes de 16 à 78 ans. De nombreuses victimes sont enterrées au cimetière voisin de Hteinbin. Aucune victime des forces de sécurité n'est signalée.

## Auteurs
Le massacre est exécuté conjointement par les forces de sécurité de l'armée de Birmanie, sous le commandement de Nyunt Win Swe, et la police de Birmanie, sous le commandement de Myo Min Htike, le chef de la police de la région de Yangon. La police anti-émeute (appelée lon htein) collabore avec des soldats de la 77e division d'infanterie légère (LID) lors de la répression des manifestations,.

## Conséquences
Au fur et à mesure que les événements se déroulent, au moins 32 usines appartenant à des Chinois dans le canton sont délibérément incendiées par des assaillants inconnus, avec des pertes totalisant 37 millions de dollars américains. Après le massacre, les forces de sécurité établissent une forte présence dans les principaux quartiers de la commune. Le mardi suivant, le 17 mars, les forces de sécurité tuent au moins 6 travailleurs et arrêtent 70 autres travailleurs après un conflit salarial dans une usine de chaussures appartenant à des Chinois à Hlaingthaya. Immédiatement après le massacre, des milliers de travailleurs migrants fuient le canton pour retourner dans leur ville natale. En septembre 2021, au moins 73 usines dans les trois zones industrielles de Hlaingthaya - Hlaingthaya, Shwe Linban et Shwe Thanlwin - ferment, mettant au moins 20 000 travailleurs au chômage.

## Réactions

### Internes
Dans la soirée du 14 mars, le régime militaire impose la loi martiale à Hlaingthaya et dans les cantons voisins de Shwepyitha, conférant l'autorité judiciaire et exécutive à Nyunt Win Swe, le commandant de l'armée de la région de Yangon. Les manifestants sont qualifiés par les médias d'État birmans d'émeutiers. Le lendemain, la loi martiale est étendue aux cantons de North Dagon, North Okkalapa, South Dagon et Dagon Seikkan.

### Internationales
Au lendemain du massacre, plusieurs organes des Nations unies, dont le Haut-Commissariat des Nations unies aux droits de l'homme et l'Organisation internationale pour les migrations, dénoncent la violente répression à Hlaingthaya. Christine Schraner Burgener, l'envoyée spéciale du secrétaire général de l'ONU en Birmanie, et Dan Chugg, l'ambassadeur britannique en Birmanie, appellent à la cessation immédiate de la violence.
En revanche, les médias d'État chinois attirent l'attention sur les dommages financiers causés par la répression. L'ambassade de Chine en Birmanie appelle les forces de sécurité birmanes à assurer la sécurité des entreprises et du personnel chinois, afin de protéger les principaux investissements chinois dans la région.
Anthony Blinken, le secrétaire d'État américain, condamne la répression meurtrière de l'armée à Hlaingthaya et appelle la communauté internationale à prendre des mesures concrètes en réponse. Le 22 mars, le gouvernement des États-Unis impose des sanctions à la 77e division d'infanterie légère de l'armée de Birmanie, à Than Hlaing, chef national des forces de police de Birmanie, et à Aung Soe, commandant du Bureau des opérations spéciales de l'armée de Birmanie. Le même jour, l'Union européenne impose des sanctions et des interdictions de voyager à 11 personnes, constituant la première série de sanctions de l'UE à la suite du coup d'État de février,.

## Héritage
Au lendemain du massacre, le poète birman Thitsar Ni publie le poème "Hlaingthaya", qui raconte ses propres observations du massacre. En janvier 2022, une traduction anglaise du poème est publiée dans une anthologie de poésie.